# Trælanípa
Die Trælanípa (färöisch für Sklavenklippe) ist ein 148 Meter hohes Kliff an der Südküste der Insel Vágar/Färöer.
Zur Trælanípa führen zwei Wanderwege: Einer von Miðvágur in den Süden, und der andere etwas weiter westlich entlang des Leitisvatn. Das Kliff hat seinen Namen von dem Umstand, dass hier früher nicht mehr arbeitsfähige irische Sklaven hinabgestoßen wurden. Diese lotrechte Klippe ist ein beliebtes Ausflugsziel.
Die färöische Metal-Gruppe Týr drehte hier Teile des Musikvideos zu Hail to the Hammer.